# Paula Castagnetti
Paula Castagnetti (n. el 4 de mayo de 1982 en Buenos Aires) es una actriz y modelo argentina.
Aunque inició su carrera de actriz en el 2004, Paula es más conocida por su papel de Mora en la serie juvenil Champs 12.
Participó en la serie Sueña conmigo, en el papel de Elisa.
También participó en algunos espectáculos teatrales, entre los que se cuenta el de París en América como protagonista con Mariana Esnoz y dirigido por Tomás de las Heras y en Rodeo como asistente de dirección.
Modeló para la marca "Lolita".

## Filmografía

### Televisión
- 2015-2016: Conflictos modernos.
- 2013: Jorge (miniserie de TV): Chica Snob
- 2011: Tiempo de pensar (unitario de TV): Loli
- 2011: Sueña conmigo (serie de TV): Elisa
- 2009: Champs 12 (serie de TV): Mora
- 2004: Qo (cortometraje): Dominique

### Teatro
- 2012 Lo que vio el mayordomo (Actriz)
- 2011 Rodeo (Asistente de dirección)
- 2011 Papá querido (Intérprete)
- 2011 París en América (Actriz)
- 2008/9 Segundo set (Asistente de dirección)
- 2007 La Loba de Csejthe (Actriz)